# مسجد قوشاحمدلي (فضولي)
مسجد قوشاحمدلي (بالأذرية: Qoçəhmədli məscidi، بالإنجليزية: Kochakhmedli Mosque، بالروسية: Мечеть в селе Кочахмедли): هو نصب معماري يقع في قرية قوشاحمدلي (فضولي) في مقاطعة فضولي بأذربيجان.

## التاريخ
تم بناء مسجد قوشاحمدلي، الواقع في قرية قوشاحمدلي في مقاطعة فضولي، بين عامي 1905 و1906 على يد كربلايى سافي خان قاراباغي. رغم وجود اختلافات طفيفة في الحجم، إلا أن أسلوبه المعماري وتصميمه وتخطيطه يشبه تلك الموجودة في مسجد حاجي الأكبر.
يتكون المسجد من طابقين، حيث خصص الطابق الثاني للنساء.

### الاحتلال السوفييتي
بعد احتلال الجيش الأحمر لأذربيجان، بدأ صراع رسمي ضد الدين في 1928. في ديسمبر من نفس العام، قامت اللجنة المركزية للحزب الشيوعي الأذربيجاني بتحويل العديد من المساجد والكنائس والمعابد اليهودية إلى ميزانيات الأندية التعليمية لأغراض تعليمية. إذا كان هناك حوالي 3000 مسجد في أذربيجان في 1917، فقد انخفض هذا العدد إلى 1700 بحلول 1927، وبحلول 1933، وصل إلى 17 مسجدًا.

### بعد الاستقلال
احتلت القوات المسلحة الأرمنية قرية قوشاحمدلي في 1993.
بعدما استعادت أذربيجان استقلالها، تم إدراج مبنى المسجد في قائمة المعالم التاريخية والثقافية المحلية الهامة الغير منقولة، وفقا للقرار رقم 132 الصادر عن مجلس وزراء جمهورية أذربيجان بتاريخ 2 أغسطس 2001.
تم تحرير القرية على يد القوات المسلحة الأذربيجانية في 17 أكتوبر 2020. خلال فترة الاحتلال، تم تدمير المسجد جزئيًا واستخدامه كحظيرة من قبل الأرمن.